# Premi de Traducció de Poesia Jordi Domènech
El Premi de Traducció de Poesia Jordi Domènech s'atorga des de l'any 2005 en homenatge al poeta i traductor sabadellenc Jordi Domènech i Soteras. Les obres guardonades es publiquen a la col·lecció "Jardins de Samarcanda", una coedició de Cafè Central i Eumo Editorial. Des del 2009, rep el patrocini de la Fundació Banc Sabadell i està dotat en 6.000 euros.

## Premiats
- 2005 - Joan Casas, per la traducció de Tard, molt tard, de nit entrada, de Iannis Ritsos.
- 2006 - Desert.
- 2007 - Josep Domènech Ponsatí, per la traducció de Rara mar, d'Armando Freita Filho.
- 2008 - Eusebi Ayensa, per la traducció de Poemes inacabats, de Konstandinos Kavafis.
- 2009 - Isidor Marí, per la traducció de Vents, de Saint-John Perse.
- 2010 - Txema Martínez Inglés, per la traducció de Sonnets, de William Shakespeare.
- 2011 - Antoni Xumet, per la traducció de Gravitacions, d'António Ramos Rosa.
- 2012 - Gemma Gorga, per la traducció de Vint esmorzars cap a la mort, de Dilip Chitre.
- 2013 - Gabriel de la S. T. Sampol, per la traducció de L'escena de l'odi, de José de Almada Negreiros.
- 2014 - Marta Pera Cucurell, per la traducció de Mestre de disfreses, de Charles Simic.[4]
- 2015 - Corina Oproae, per la traducció de La meva pàtria A4, d'Ana Blandiana.
- 2016 - Meritxell Cucurella-Jorba, per la traducció de Clínica de l'abandonament, d'Alda Merini.
- 2017 - Jordi Mas López, per la traducció de Tres veus lligades a Minase. Sôgi, Shôkaku, Sôchô.
- 2018 - Joanna Bielak, per la traducció d'Instant, de Wislawa Szymborska.
- 2019 - Núria Busquet, per la traducció d'El Colós, de Sylvia Plath.[5]
- 2020 - Jaume Coll Mariné, per la traducció de Memorial, d'Alice Oswald.[6]
- 2021 - Xavier Farré, per la traducció d'El senyor Cogito, de Zbigniew Herbert.
- 2022 - Nora Albert, per la traducció de Nits de pau occidental, d'Antonella Anedda.[7]
- 2023 - Eloi Creus, per la traducció d'En hora incerta, de Primo Levi.[8]
- 2024 - Jordi Fité, per la traducció de Contraatac i altres poemes, de Siegfried Sassoon.[9]